# Seleniopsis evanescens
Seleniopsis evanescens är en fjärilsart som beskrevs av Butler 1881. Seleniopsis evanescens ingår i släktet Seleniopsis och familjen mätare. Inga underarter finns listade i Catalogue of Life.